# 绝地教
絕地教，又称杰迪教、杰迪信仰、绝地信仰（英語：Jediism），是一种建立在科幻作品《星球大战》中哲学和灵性概念基础上的非有神论的宗教信仰。这是在西方国家出现的一种新近的宗教信仰现象。絕地是《星球大战》中以维持银河光明势力为己任并怀有高明的战斗技能与品德的一群人。
总的来说，絕地教不是一个有组织的宗教。根据2011年英國人口普查，英国有數十萬人声称他们的信仰是绝地教。目前在美国和英国至少有两个经过注册的和有组织的绝地教会（英語：Jedi church）存在。关于绝地教，存在争议。

## 统计的信徒
絕地人口普查現象是一个群众基层运动，其起始于2001年一些英语国家公民在全国人口普查中将他们的宗教登记为“絕地”或“絕地武士”。这一运动组织松散，通常是通过发送电子邮件进行运动，其声称若够多人将宗教登记为“絕地” ，“絕地”将被政府按相关法律规定承认为官方宗教。邮件中也恳请市民登记其宗教为“絕地” ， 理由是“因为你爱星球大战”或者“只为了激怒某些人”。澳大利亚星战鉴赏协会（英語：Australian Star Wars Appreciation Society）主席 Chris Brennan 向《新西兰先驱报》（英語：The New Zealand Herald）说，虽然只有少数人属于“真正核心的人会相信絕地教” ，大部分人如此登记是为了自娱自乐或者取笑政府。其他的新闻报道也把这些解释为一个大规模的恶作剧。

### 信徒人数
2001年，在英国、加拿大、新西兰和澳大利亚的国家人口普查中，总共约有50万人将他们的宗教信仰登记为絕地教。
澳大利亚
根据2001年的人口普查，在澳大利亚有超过7万人报告他们是絕地教的一员。而澳大利亚统计局选择不承认绝地教是一种宗教，随后几年的人口普查中选择绝地教人数下降也表明，这是一个短暂的“时尚”。
新西兰
根据新西兰2001年的统计，超过5.3万人被列为絕地教信徒，占新西兰总人口的1.5%。
加拿大
在加拿大2001年的人口普查中，约有2万人声称他们的信仰是絕地教。
英格兰和威尔士
根据2001年的人口普查中，英格兰和威尔士有大约39万人声称他们的信仰是絕地教，占了英格兰和威尔士人口的0.79%。
苏格兰
在苏格兰，1.4万人提到他们是絕地教徒。
信徒人数不明国家
- 美国：由于美国制定了禁止对宗教信仰进行强制性调查的法律，美国人口普查局自1936年后所做的人口普查并不包含宗教信仰情况的信息[3]，因此不能从人口普查中了解美国绝地教信徒的数量。
- 台灣：2016 授權於英國總部建立台灣分會
- 其他许多国家尚未有相关的人口普查数据。

## 相关连结
- （英文）The Jediism Way